# Station de pesage
Une station de pesage est un ouvrage architectural. Il est situé généralement à l'entrée d'une ville, à proximité d'une autoroute, d'une gare, d'un bureau de poste, aux douanes ou d'un lieu de marché, et permet de déterminer le poids d'un véhicule routier ou ferroviaire. La longueur du plateau est adaptée pour peser un tracteur routier avec une semi-remorque.
Dans le cas des engins routiers, ces stations sont destinées au pesage de camions, de véhicules industriels ou agricoles. La longueur du tablier (en béton ou métallique) peut atteindre une vingtaine de mètres ; la portée s'évalue en dizaines de tonnes. Dans le monde ferroviaire, elle peut dépasser 150 t pour les modèles dédiés au pesage de wagons.
Certains modèles, composés d'éléments démontables et transportables de faible poids, sont mobiles. Il est utilisé dans le commerce ou le transport pour évaluer le poids de marchandises ou la tare d'un véhicule. En France, la gestion des sites actifs est confiée à la DRIRE.

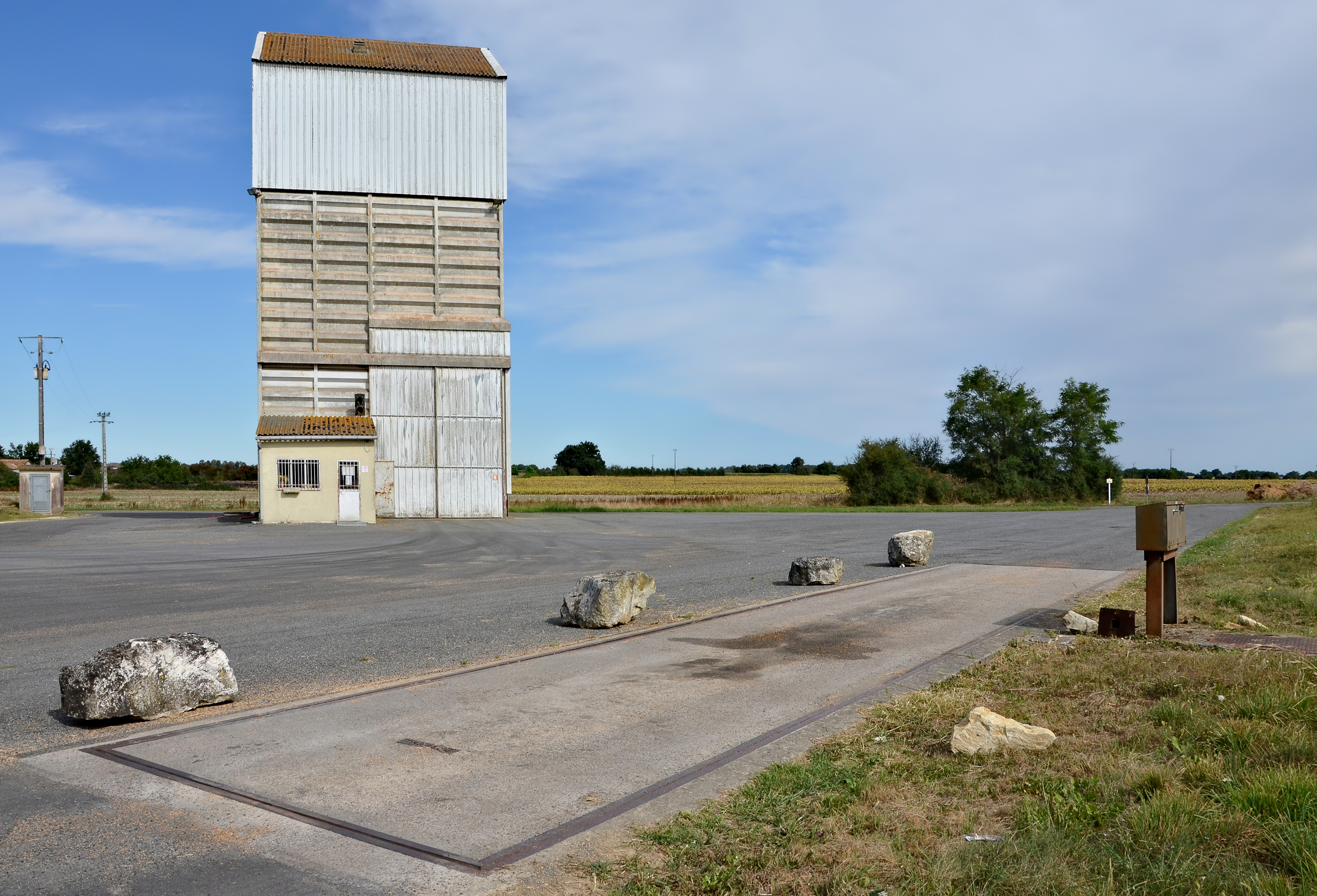
Pont-bascule du silo de La Chapelle-Bâton
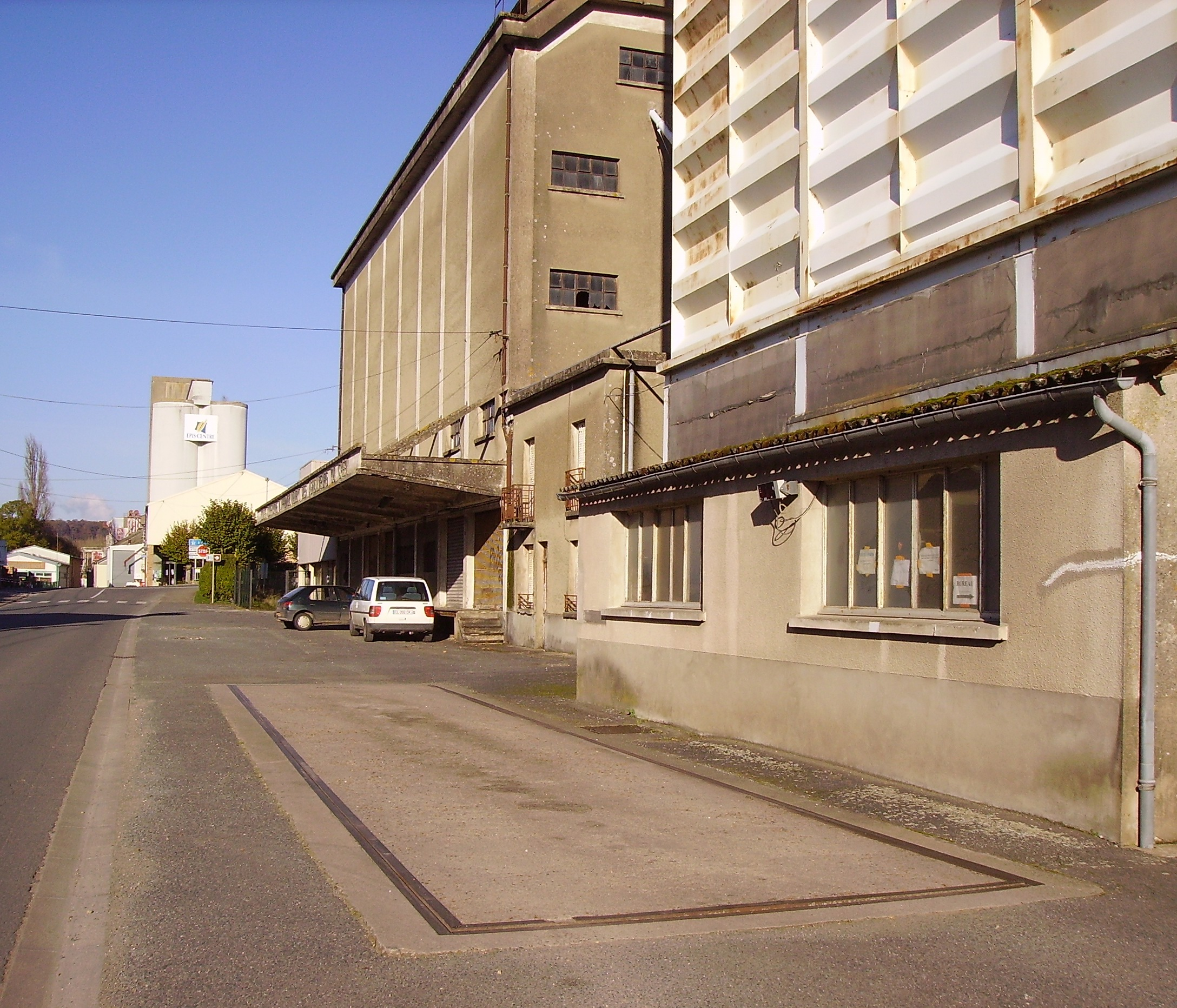
Pont-bascule des silos de Saint-Satur.
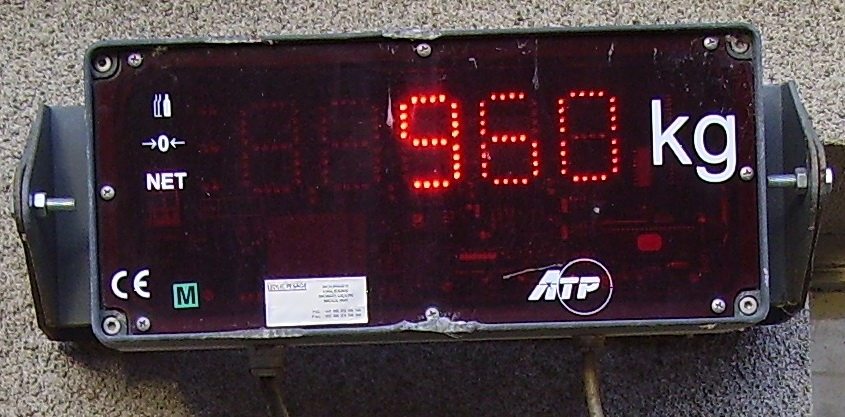
Son indicateur de pesage, lié au capteur de force.